# Lemkieni

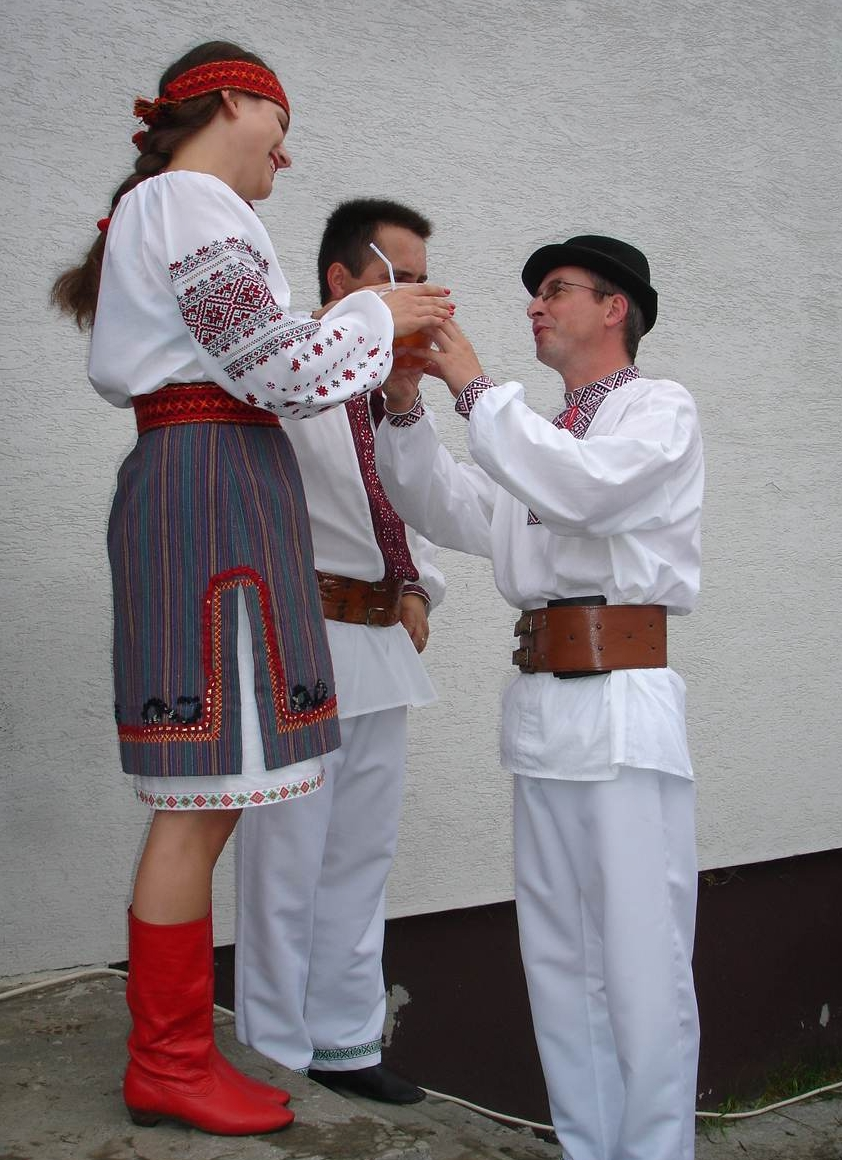
Grup folcloric de lemkieni

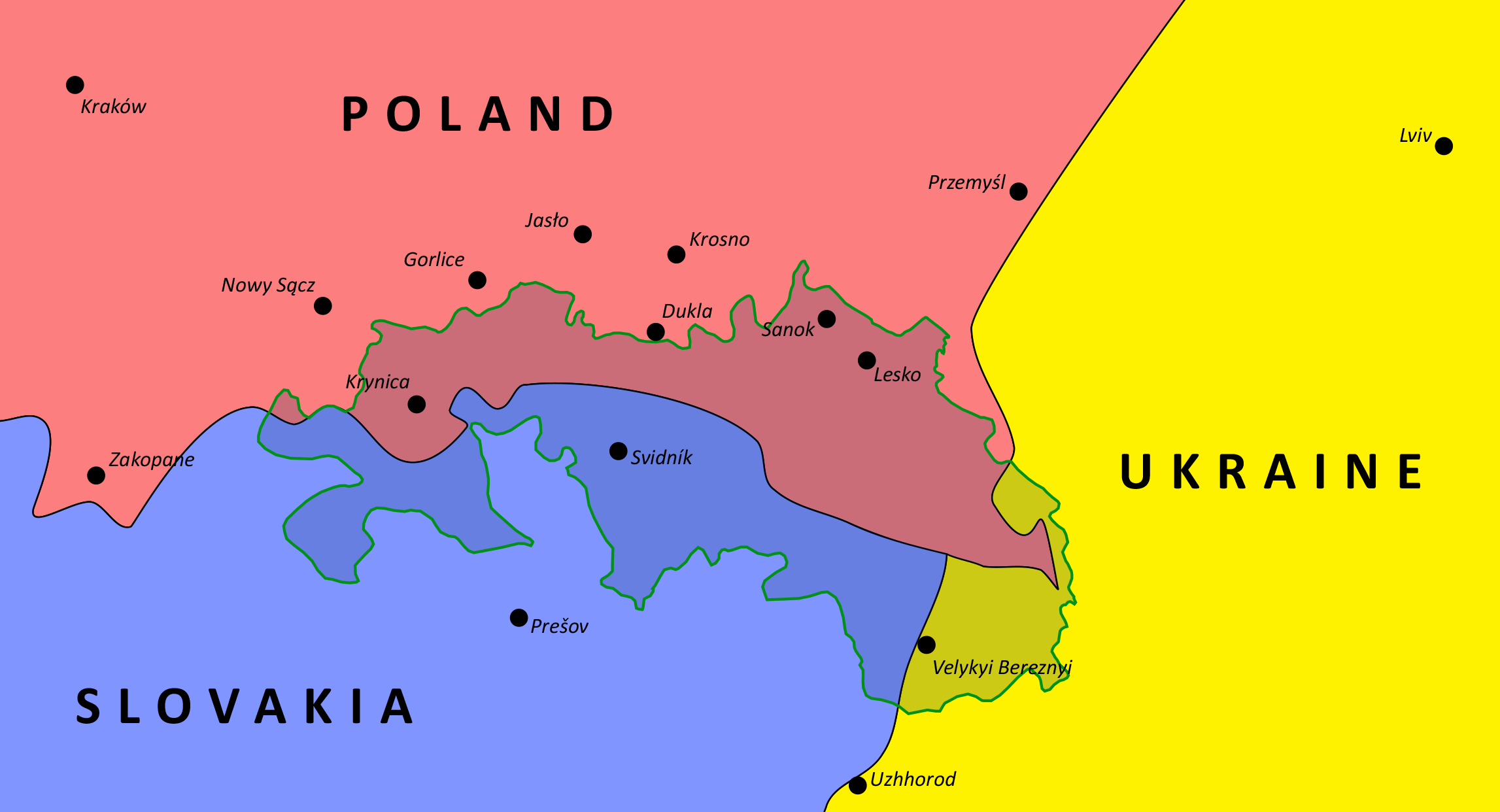
Harta regiunii Lemko

Lemkienii sunt o populație vorbitoare de limbă slavă din zona subcarpatică. După al Doilea Război Mondial s-au mutat în zonele Liov, Tarnopol și Mîkolaiv (în sudul Ucrainei), precum și în vestul Poloniei; astăzi acest perimetru nu mai reprezintă o regiune etnografică omogenă, ca în vremurile străvechi. Unii îi consideră ucraineni, ei înșiși se consideră o populație distinctă, deosebită de slavi.
Marea majoritate a lemkienilor sunt greco-catolici.